# 欧卡尼
欧卡尼，是匈牙利贝凯什州所辖的一个村。总面积70.62平方公里，总人口2643，人口密度37.4人/平方公里（2011年1月1日）。